# زلزال بترينجا 2020
في الساعة 12:20 مساءً بتوقيت وسط أوروبا، (11:20) بالتوقيت العالمي، وبتاريخ 29 ديسمبر 2020، ضرب زلزال قوي مقاطعة سيساك موسلافينا، كرواتيا، وكان مركزه على بعد 3 كيلومترات (1.8 ميل) من الغرب إلى الجنوب الغربي من بترينجا. وقدرت دائرة رصد الزلازل الكرواتية (CSS) قوته بـ 6.4 درجة، وتظهر التقارير الأولية أن العديد من المباني قد دمرت في بيترينجا. قبل هذا الحدث، كانت هناك ثلاث هزات، أقواها بلغت قوتها Mw5.2 في اليوم السابق. أعقب الزلزال العديد من الهزات الارتدادية، كانت أقواها 4.8 درجة على مقياس ريختر. تأكد مقتل سبعة أشخاص، وإصابة 26 آخرين على الأقل، أُصيب ستة منهم بجروح خطيرة، وبحسب عمدة البلدة فإن نصف البلدة قد دمر. وهو أكبر زلزال يضرب كرواتيا منذ عام 1880، وشعر السكان بالزلزال في جميع أنحاء شمال كرواتيا، وكذلك في أجزاء كبيرة من سلوفينيا والنمسا والبوسنة وصربيا، وحتى إيطاليا.

## الإعداد التكتوني
كان مركز الزلزال السطحي الزلزال بالقرب من قرية ستراشنيك.
يقع مركز الزلزال السطحي في منطقة جبلية جنوب سهل كوبا / سافا الغريني، مع جبل زرينسكا غورا وبقية جبال الألب الدينارية في الجنوب.
أشهر الزلازل التي حدثت في منطقة وادي نهر كوبا كانت عام 1909/1910.

## هزة أرضية
وقع الزلزال نتيجة لصدوع انزلاقات ضحلة داخل صفيحة أوراسيا. تشير حلول الآلية البؤرية للحدث إلى حدوث تمزق على صدع عمودي تقريبًا ضرب إما في الجنوب الشرقي أو الجنوب الغربي. يشير موقع وعمق الحدث إلى أن هذا كان زلزالًا داخليًا حدث داخل صفيحة أوراسيا. في البداية، تم تقدير الحجم بـ 6.2 من قبل خدمة رصد الزلازل الكرواتية (CSS) ولكن تمت ترقيته لاحقًا إلى M 6.4 من قبل المركز الأوروبي المتوسطي لرصد الزلازل (EMSC).

### هزات أرضية
وقد ضربت ثلاث هزات مستبقة المنطقة نفسها في اليوم السابق، وقدّرها CSS بمقياس 5.0 و4.7 و4.1 على التوالي.

## إصابات
قتلت فتاة تبلغ من العمر 12 عامًا وأصيب 20 آخرون على الأقل في بترينجا. ونقل عمدة البلدة أن نصف المدينة دمر. وقتل رجل يبلغ من العمر 20 عاما ووالده بعد انهيار منزلهم في Majske Poljane في غلينا. عثر على شخصين آخرين ميتين في وقت لاحق في جلينا.

## ردود الفعل الدولية

### بلدان
- صربيا – أعلن رئيس صربيا ألكسندر فوتشيتش أن بلاده مستعدة لمساعدة كرواتيا مالياً وفنياً.[12]
- البوسنة والهرسك – عرضت وزارة الأمن في البوسنة والهرسك على وزارة الداخلية الكرواتية المساعدة بعد الزلزال. وقامت وزارة الأمن في البوسنة والهرسك، بعد التشاور والتنسيق مع المؤسسات في البوسنة والهرسك وكرواتيا، بتوفير فريقين للحماية والإنقاذ. هما فريق الإدارة الفيدرالية للحماية المدنية مع 42 من المنقذين وفريق إدارة الحماية المدنية للجمهورية بجمهورية صربسكا مع 18 منقذًا، وسيتم إرسالهم إلى المنطقة المتضررة مع المعدات المصاحبة لهم إذا قبلت كرواتيا المساعدة.[13]
- رومانيا – أبدت وزارة الشؤون الداخلية الرومانية استعدادها للتدخل وتقديم الدعم للسلطات الكرواتية، وأعربت أن فريق البحث والإنقاذ مستعد للتدخل في كرواتيا على أساس طلب المساعدة المقدم من الحكومة الكرواتية.[14][15][16][17] طالب رائد عرفات، رئيس إدارة حالات الطوارئ، بأن تكون فرق البحث والإنقاذ في المناطق الحضرية (الجمهورية الرومانية - الحضرية) مستعدة للتدخل.[18]
- مقدونيا الشمالية –أعلن رئيس وزراء مقدونيا الشمالية، زوران زائيف، أن حكومته توصلت إلى قرار بإرسال 6 ملايين دينار مقدوني إلى كرواتيا.[19]
- سلوفينيا –عرض رئيس وزراء سلوفينيا، يانيز يانشا إرسال الخيام والأسرة وسخانات للمساعدة في رعاية أولئك الذين فقدوا منازلهم خلال الزلزال، كما عرض إرسال خبراء لتقييم الأضرار.[19]
- الجبل الأسود – قال رئيس الجبل الأسود، ميلو جوكانوفيتش، إن بلاده مستعدة لمساعدة كرواتيا.[19]
- تركيا –اتصل الرئيس رجب طيب أردوغان بنظيره الكرواتي زوران ميلانوفيتش وقدم تعازيه لكرواتيا. كما ذكر أردوغان أن تركيا مستعدة لتقديم فرق البحث والإنقاذ وكل المساعدة التي قد تحتاجها كرواتيا.[20]

### منظمات دولية
- الاتحاد الأوروبي –قالت رئيسة المفوضية الأوروبية أورسولا فون دير لاين إن الاتحاد الأوروبي مستعد لدعم كرواتيا، وطلبت من جانيز لينارتشيتش السفر إلى كرواتيا.[21]

## ما بعد الكارثة
أدى الزلزال إلى إغلاق وقائي لمحطة كرسكو للطاقة النووية في سلوفينيا.
وأصيبت مدينة زغرب المجاورة ببعض الأضرار التي لحقت بالمباني وانقطاع التيار الكهربائي ونزل العديد من السكان إلى الشوارع.